# Трамонтана

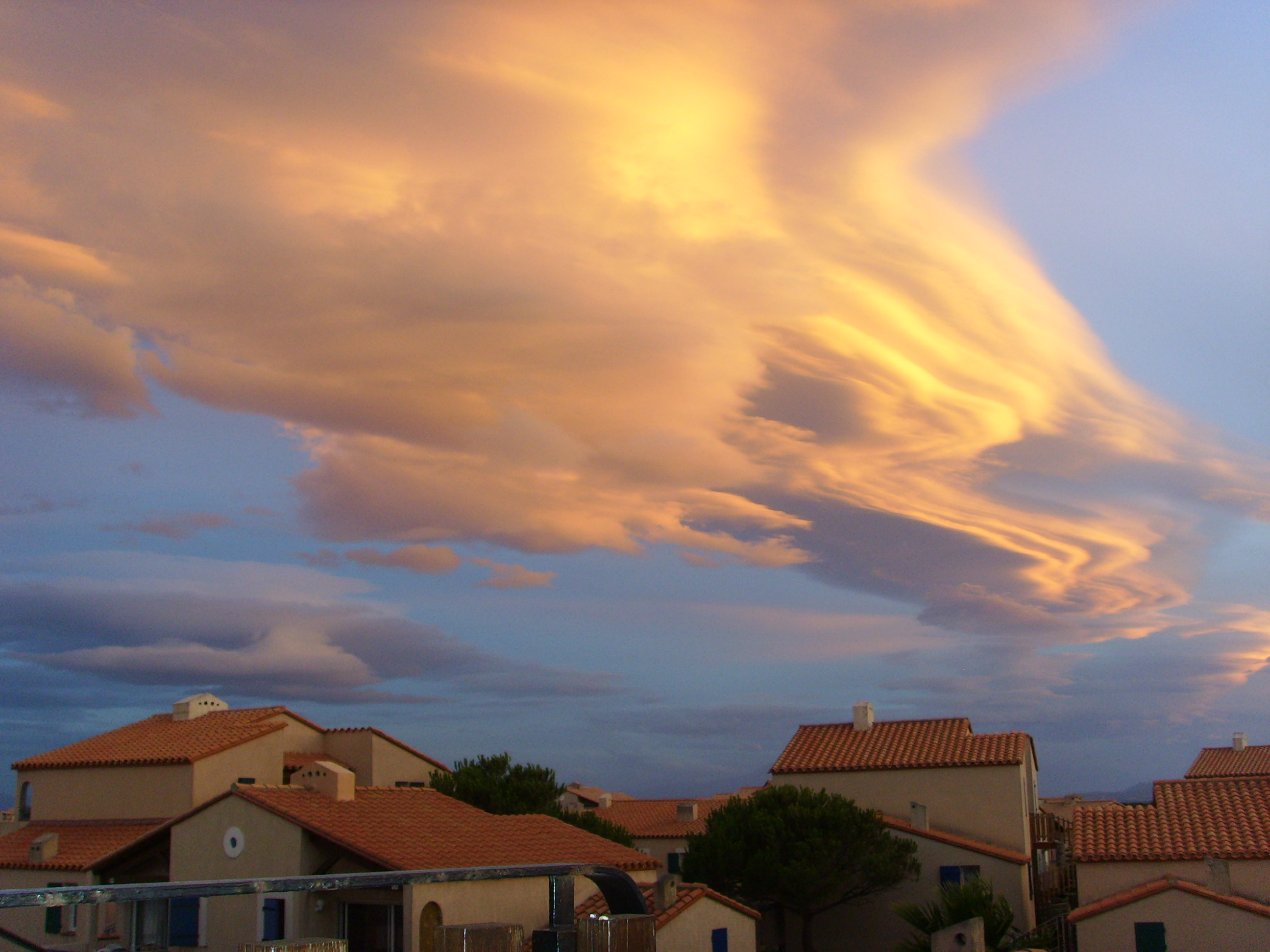
Облака трамонтаны, южная Франция

Схема возникновения.

Трамонта́на (итал. tramontana — «из-за гор») — холодный северный и северо-восточный ветер в Италии, Испании, Франции, Хорватии. Является разновидностью катабатического ветра (боры). Возникает из-за разницы между высоким давлением в материковой Европе и низким в Средиземном море. Трамонтана может развивать скорость до 130 км/ч. Когда дует трамонтана, небо, как правило, приобретает интенсивный синий цвет.
Форма названия немного различается в каждой стране. В английский язык перешло из итальянского (tramontana), которое, в свою очередь, является изменённым латинским словом trānsmontānus (trāns- + montānus), хотя о происхождении слова в итальянском языке ведутся споры. В Каталонии и Хорватии ветер носит название «трамунтана» (Tramuntana). В Испании, на острове Мальорка, есть горная область Сьерра-де-Трамонтана. В Хорватии Трамонтаной называют северную оконечность острова Црес.
В Греции слово Τραμουντάνα [tramunˈtana] используется в качестве навигационного термина для обозначения не только северного ветра, но и северного направления, и даже северного румба компаса.

## Культурное влияние
К образу трамонтаны обращались каталанский поэт и друг С. Дали К. Фахес де Климент, великий колумбийский писатель Г. Гарсиа Маркес, советский писатель Александр Грин, российская рок-группа «Аквариум» и другие.
Иосиф Бродский обращается к образу трамонтаны в различных стихотворениях, к примеру в сборнике «Вертумн»: «На заднем плане — пальмы, точно всклокоченные трамонтаной». В стихотворении «Пьяцца Матеи» зимой «Подсчитывает трамонтана иголки пиний».
И. А. Бунин в «Господине из Сан-Франциско» пишет: «В Средиземном море шла крупная и цветистая, как хвост павлина, волна, которую, при ярком блеске и совершенно чистом небе, развела весело и бешено летевшая навстречу трамонтана…»
В повести К. Г. Паустовского «Романтики» (глава «Жучок») описана трамонтана: «В прошлом году на Илью неожиданно задула трамонтана, ветер мчался глубокими порывами, крутил воду и нёс полосы черных дождей».
В романе в новеллах «Всадники» (1935) украинского писателя Юрия Яновского трамонтана (в форме мужского рода — трамонтан) упоминается в новелле «Шаланда в море».
В повести Петра Сажина «Трамонтана» (1959) главного героя, азовского рыбака, прозвали Тримунтаном за резкий, непримиримый характер.
У Бориса Пильняка есть новелла «Грего-тримунтан» (1925).
Стихотворение «Трамонтана» есть у Вячеслава Иванова.
У рок-группы «Аквариум» есть песня «Трамонтана» из альбома «ZOOM ZOOM ZOOM».